# Bigfork, Minnesota
Bigfork là một thành phố thuộc quận Itasca, tiểu bang Minnesota, Hoa Kỳ. Năm 2010, dân số của thành phố này là 446 người.

## Dân số
- Dân số năm 2000: 469 người.
- Dân số năm 2010: 446 người.